# The Adventures of Rocky and Bullwinkle and Friends
The Adventures of Rocky and Bullwinkle and Friends é um jogo liberado pela THQ e é também o nome da série relançada, disponível em DVD em 2004 por [www.bullwinklestudios.com]. Tanto o jogo e o DVD são inspirados em The Rocky e Bullwinkle Show .
O jogo consiste em sete níveis que leva o jogador a vários locais: Alpes suíços, estilo de montanha, uma caverna, uma mina, um submarino, um navio assombrado, uma cidade portuária e um castelo. Mini-jogos estavam disponíveis em alguns pontos que permitiu que você colete extra vidas. 